# Amanda Aasa
Sigrid Amanda Evangelina Aasa, född 14 oktober 1996 i Örnsköldsvik, är en svensk artist och låtskrivare.
Efter kort medverkan i Idol 2014 kontrakterades Aasa av skivbolaget Dreamhill och gav ut debutsingeln Wrong Chemistry. Singeln utmanade på Svensktoppen. Amanda Aasa turnerade efter släppet och spelade som förband till Miss Li. Efter att kontraktet med Dreamhill avslutats tog Aasa en paus från artistkarriären för att utbilda sig till låtskrivare och producent via Musikmakarna.
År 2018 vann Aasa distriktsfinalen i P4 Nästa Halland och året efter deltog hon i P4 Nästas riksfinal, där hon representerade P4 Västernorrland med låten Gå hem. Bidraget slutade på en andraplats efter vinnaren Tim Lööv. Juryn valde att ge startplats i Melodifestivalen 2020 till Aasa med följande motivering:
Med ett personligt uttryck och en självklar plats i det musikaliska landskapet 2020 har P4 Nästas jury beslutat att erbjuda platsen i Melodifestivalen 2020 till Amanda Aasa.

Den 25 augusti 2019 meddelades Amanda Aasa som första deltagare till Melodifestivalen 2020. Hon kom sexa i deltävling tre, som hölls i Luleå den 15 februari 2020.